# آلیونا ساوچنکو
آلیونا ساوچنکو (اوکراینی: Олена Валентинівна Савченко؛ زادهٔ ۱۹ ژانویهٔ ۱۹۸۴) اسکیت‌باز نمایشی اوکراینی‌تبار اهل آلمان است.